# Пінтурас
Пінту́рас (ісп. Río Pinturas — Різнобарвна річка або Річка фарб) — річка в Патагонії, Аргентина, що протікає через однойменний каньйон, поблизу археологічної пам'ятки Куева-де-лас-Манос. Основною притокою річки Пінтурас є річка Екер. Сама річка Пінтурас є притокою Ріо-Десеадо.

## Місцезнаходження
Пінтурас розташована в Патагонії, Аргентина.

## Напрямок
Річка бере початок в Андах, на невеликому масиві гори Себальйос (2 743 м), розташованому на південь від озера Буенос-Айрес. Спочатку вона тече на схід упродовж ста кілометрів, згинаючись спочатку в напрямку північ-південь, а потім повертаючи в напрямок південь-північ. Потім вона продовжується на північ крізь каньйон Ріо-Пінтурас, де розташована печера Куева-де-лас-Манос, протягом 150 км на висоті 240 м над рівнем моря., після чого впадає в Ріо-Десеадо.
Основною притокою річки Пінтурас є річка Екер.

## Доісторичні пам'ятки
Річка Пінтурас розташована поблизу багатьох археологічних і пам'яток наскельного мистецтва, тому її іспанська назва дослівно перекладається як Річка Малюнків або Річка барв. Найбільш відомим серед цих об'єктів є печера Куева-де-лас-Манос, об'єкт Світової спадщини, розташована уздовж верхнього берега річки.